# Benjamin Peirce
Benjamin Peirce (anglès: Benjamin Peirce Jr.)  (Salem, 4 d'abril de 1809 - Cambridge, 6 d'octubre de 1880) fou un matemàtic nord-americà, professor a Harvard i considerat per alguns com el pare de les matemàtiques pures a Amèrica.

## Vida i Obra
Peirce va néixer en una rica família de comerciants de Salem (Massachusetts). Va ingressar a la universitat Harvard el 1829 en una promoció que incloïa personatges com Oliver Wendell Holmes, James Freeman Clarke o Benjamin R. Curtis. La universitat estava en aquella època en una important crisi financera, i va ser el seu professor de matemàtiques Nathaniel Bowditch qui va forçar la reorganització, tan acadèmica com financera, de la universitat. Peirce, després de ser professor durant dos anys en una escola de Northampton (Massachusetts) i malgrat la seva joventut, va ser nomenat professor de matemàtiques de Harvard el 1831. Va mantenir el càrrec fins a la seva mort el 1880.
Després d'haver col·laborat amb el seu professor en la traducció de la Mécanique Céleste de Laplace, Peirce va escriure, en els seus primers anys de professor, diferents llibres de text en els camps de la trigonometria, geometria, àlgebra, mecànica i teoria de la probabilitat que van tenir una llarga influència en l'ensenyament de les matemàtiques a Nord-amèrica.
El 1846 es va involucrar en una polèmica amb Le Verrier sobre la inexactitud dels seus càlculs de l'òrbita d'un planeta més enllà d'Urà. Amb el seu gran amic Louis Agassiz, va tenir un paper fonamental en la renovació dels currículums acadèmics de Harvard i del conjunt del sistema d'ensenyament americà.
Va ser el pare, i mestre, del conegut filòsof, semiòleg i matemàtic americà Charles Sanders Peirce.